# Paragaleopsomyia femorata
Paragaleopsomyia femorata är en stekelart som först beskrevs av William Harris Ashmead 1894.  Paragaleopsomyia femorata ingår i släktet Paragaleopsomyia och familjen finglanssteklar. Inga underarter finns listade i Catalogue of Life.